# Benedikt Fantner
Benedikt Fantner (* 9. Juni 1893 in Wien; † Jänner 1942 in der Tötungsanstalt Hartheim bei Linz) war Arbeiterschriftsteller.

## Leben
Benedikt wurde als Sohn des Kürschnergehilfen Benedikt und seiner Frau Juliana Fantner (geb. Neumaier) geboren und hatte zwei Geschwister. Als Jugendlicher wurde er Freigeist und Sozialist. 1917 kam er als Soldat der k.u.k. Armee während des Ersten Weltkriegs in russische Kriegsgefangenschaft und schloss sich der Russischen Revolution an. 1918 kehrte er nach Wien zurück und besuchte Versammlungen revolutionärer Organisationen.
Am 8. Jänner 1921 heiratete er Antonia Falda. Er wurde Bankangestellter, verlor aber seine Stellung während der Weltwirtschaftskrise. Danach arbeitete er als Vertreter und Autor. 1929 und 1931 publizierte der Verleger Richard Lányi zwei Bücher Benedikt Fantners. 1933 wurde er Mitglied der Vereinigung sozialistischer Schriftsteller. Er schrieb für die Arbeiter-Zeitung und im April 1933 las er mit Fritz Bartl und Willy Miksch im Arbeiterbildungsverein Alsergrund aus ihren Werken. Am 21. Dezember 1933 schloss er seine zweite Ehe mit Josefine Bauer.
Nach dem Februar 1934 konnte er nur noch sporadisch publizieren und am 11. September 1935 erfolgte eine polizeiliche Hausdurchsuchung in seiner Wohnung. Viele Manuskripte verschwanden für immer, darunter auch jenes des eben fertiggestellten Romans „Menschen zwischen den Zeiten“. Benedikt Fantner wurde er wegen Verwahrung illegaler Druckschriften mit sechs Wochen Arrest bestraft. Nach seiner Haftentlassung ging er in die Tschechoslowakei. Im November 1937 ging er nach Spanien und kämpfte in der XI. Internationalen Brigade.
Nach Ende des Spanischen Bürgerkrieges flüchtete er nach Frankreich, wo er interniert wurde. Er wurde am 13. Oktober 1940 von Frankreich aus nach Wien überstellt und kam am 22. Februar 1941 in das KZ Dachau. Trotz der Hilfe des Mithäftlings Viktor Matejka brach Benedikt Fantner bald zusammen und wurde am 19. Jänner 1942 in die Tötungsanstalt Hartheim bei Linz gebracht, wo er ermordet wurde.

## Werke
- Lazarus. Die Geschichte eines Menschen unserer Zeit, Wien 1929
- Geschichten aus der grauen Masse, Wien 1931